# Ngangla Ringco
Ngangla Ringco (kinesiska: Angla Rencuo, 昂拉仁错) är en sjö i Kina. Den ligger i den autonoma regionen Tibet, i den sydvästra delen av landet, omkring 800 kilometer väster om regionhuvudstaden Lhasa. Ngangla Ringco ligger 4 716 meter över havet. Arean är 499 kvadratkilometer. Den sträcker sig 25,5 kilometer i nord-sydlig riktning, och 52,9 kilometer i öst-västlig riktning.
Genomsnittlig årsnederbörd är 446 millimeter. Den regnigaste månaden är juli, med i genomsnitt 71 mm nederbörd, och den torraste är november, med 5 mm nederbörd.